# 배영초등학교 (경기)
배영초등학교는 대한민국 경기도 의정부시에 있는 공립 초등학교이다.

## 학교 연혁
- 1969. 03. 03 배영초등학교 개교 (25학급)
- 1969. 03. 03 초대 윤길섭 교장 취임
- 1970. 02. 11 제1회 졸업
- 1981. 03. 01 배영초등학교 병설유치원 개원
- 1986. 11. 30 동관, 북관 11개 교실 증축
- 1992. 05. 23 의정부시 학생체육관 준공(연건평 533평)
- 2010. 12. 18 U-learning실 설치
- 2012. 03. 01 제14대 이진학 교장 취임
- 2012. 08. 10 위클래스실 설치
- 2012. 08. 23 초등돌봄교실 리모델링
- 2012. 08. 27 담장 철거 및 휀스 설치
- 2012. 08. 30 특수지원센터 리모델링
- 2012. 12. 31 체육관 바닥공사
- 2013. 02. 10 동관 및 남관 옥상 방수공사
- 2013. 04. 03 체육관 그물망 설치
- 2013. 09. 30 급식실 환경 개선 공사
- 2013. 12. 24 외벽보수공사
- 2014. 02. 13 제45회 179명 졸업(총 15,524명)
- 2014. 03. 01 초등26(2)학급, 유치원3(1)학급 편성